# 카스피해횡단밭쥐
카스피해횡단밭쥐(학명 : Microtus transcaspicus)는 밭쥐속에 속하는 설치류의 일종이다. 아프가니스탄과 이란, 투르크메니스탄에서 발견된다.